# Скоробогатов, Николай Георгиевич
Николай Георгиевич Скоробогатов (7 июня 1923 — 13.05.1983) — инженер советской космической программы, ведущий конструктор тормозной двигательной установки ракеты «Восток» и «Восход».
Был ведущим конструктором КБ Химмаш им. А. М. Исаева.
7 июня, его день рождения, до сих пор отмечается как одна из космических дат.

## Личная жизнь
Скоробогатов женился на Галине Андреевне Чесмочаковой. У него два сына, Владимир и Алексей, а также три внука — Дмитрий, Андрей и Георгий.